# San Desiderio (Genova)
San Desiderio (San Dexideiu in ligure, anticamente, San Desiderio di Bavari) è un quartiere residenziale di 1 784 abitanti del comune di Genova, compreso nel Municipio IX Levante.

## Geografia fisica
È situato nella parte più a nord della valle del torrente Sturla, a valle della Serra di Bavari. Comprende i rioni di Pomà, Canaisa e Premanico. Confina con i quartieri delle Nasche e di Bavari. Le abitazioni non costituiscono un agglomerato unico ma sono raggruppate in rioni.

## Storia

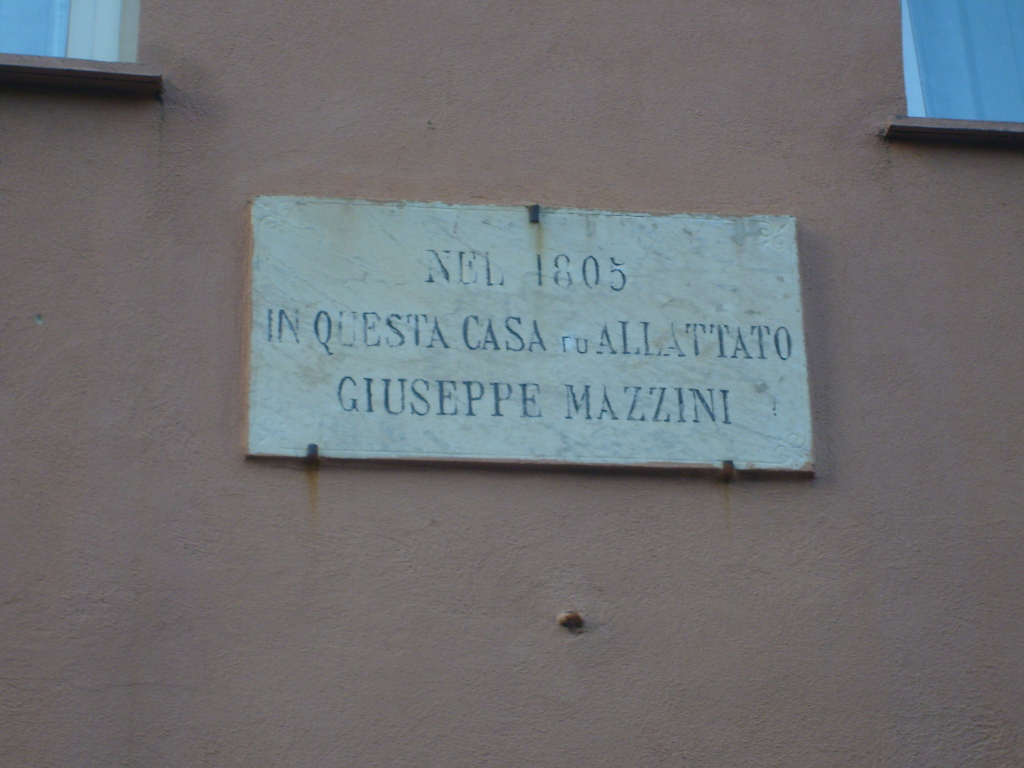
Targa posta sulla casa d'infanzia di Giuseppe Mazzini in via Emilio Da Pozzo a San Desiderio

Amministrato dall'epoca medievale dalla Repubblica di Genova, dapprima nella podesteria del Bisagno e poi nel successivo capitaneato (1606), fu per secoli sotto la giurisdizione civile e religiosa di Bavari e della sua chiesa parrocchiale.
Con gli avventi napoleonici di fine settecento, e la conseguente caduta della repubblica genovese in favore della Repubblica Ligure, la comunità di San Desiderio fu inglobata nel dipartimento del Bisagno (1797) con capoluogo San Martino d'Albaro; l'anno successivo fu inserita nel VI cantone di Nervi della giurisdizione del Bisagno e ancora inserita, dal 1803, nel V cantone di San Martino d'Albaro nella I giurisdizione del Centro. A partire dal 1804 divenne frazione del comune di Apparizione, annesso al Primo Impero francese dal 13 giugno 1805 al 1814 nel Dipartimento di Genova.
Alla caduta di Napoleone Bonaparte il congresso di Vienna del 1814 assoggettò il territorio ligure nel Regno di Sardegna (1815). A partire dal 1861 il comune di Apparizione fu parte integrante del neo costituito Regno d'Italia. Dal 1859 al 1926 il territorio fu compreso nel II mandamento di Nervi del circondario di Genova facente parte dell'allora provincia di Genova. Nel 1926 il comune fu soppresso e aggregato nella Grande Genova.

## Monumenti e luoghi d'interesse

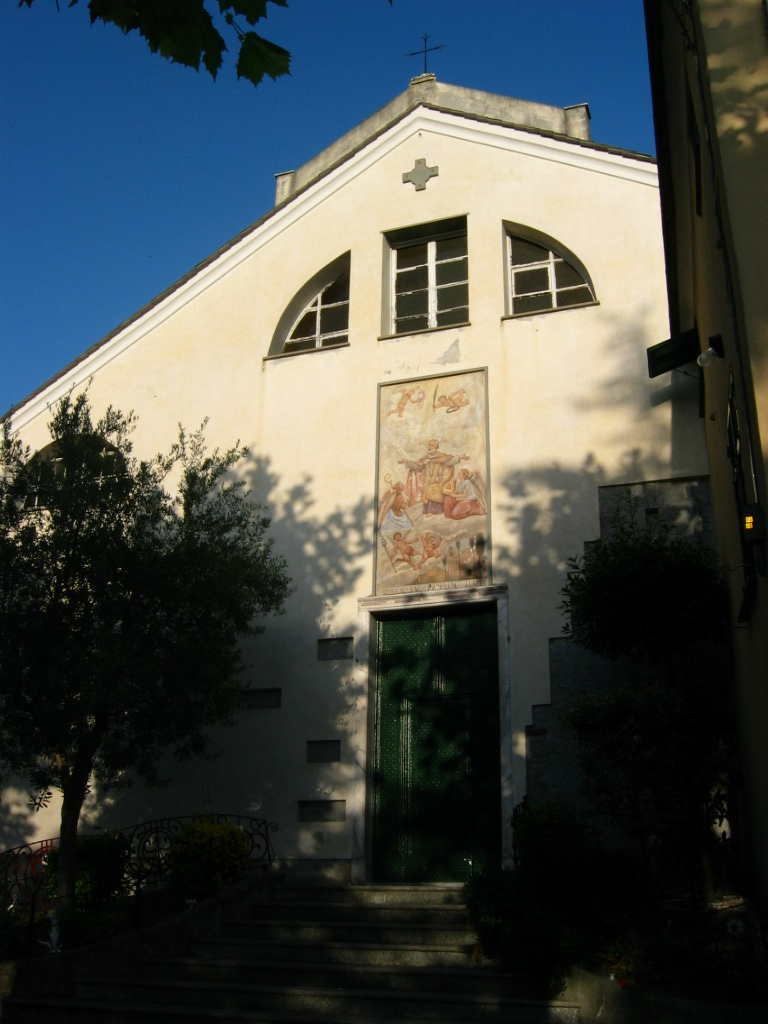
La chiesa parrocchiale di San Desiderio, del XIII secolo.

### Architetture religiose
- Chiesa di San Desiderio, del XIII secolo, è sede della parrocchia omonima facente parte dell'arcidiocesi di Genova. La chiesa è dedicata a san Desiderio di Langres, che un'antica tradizione dice nativo dell'alta valle del torrente Sturla.
- Oratorio di San Giacomo, del 1619, sito all'estremità del Piano di San Giacomo accanto al piccolo ponte dell'antica strada per Bavari.
- Chiesa di Sant'Alberto nel rione di Pomà, risalente al XVII secolo.
- Chiesa di San Lorenzo nel rione di Premanico. Citata in un documento del 953, l'attuale costruzione è risalente al 1652. Tra le opere d'arte un dipinto di Giovanni Battista Baiardo raffigurante Santa Chiara.
- Ruderi della cappella di San Terenziano nel rione di Premanico.

### Architetture civili
- Villa Giustiniani a San Desiderio, risalente al XVII secolo.
- Casa d'infanzia di Giuseppe Mazzini, situata nei pressi di piazza Armando Grosso.
- Villa Galleano, casa dei fratelli Jacopo e Giovanni Ruffini.

### Siti archeologici

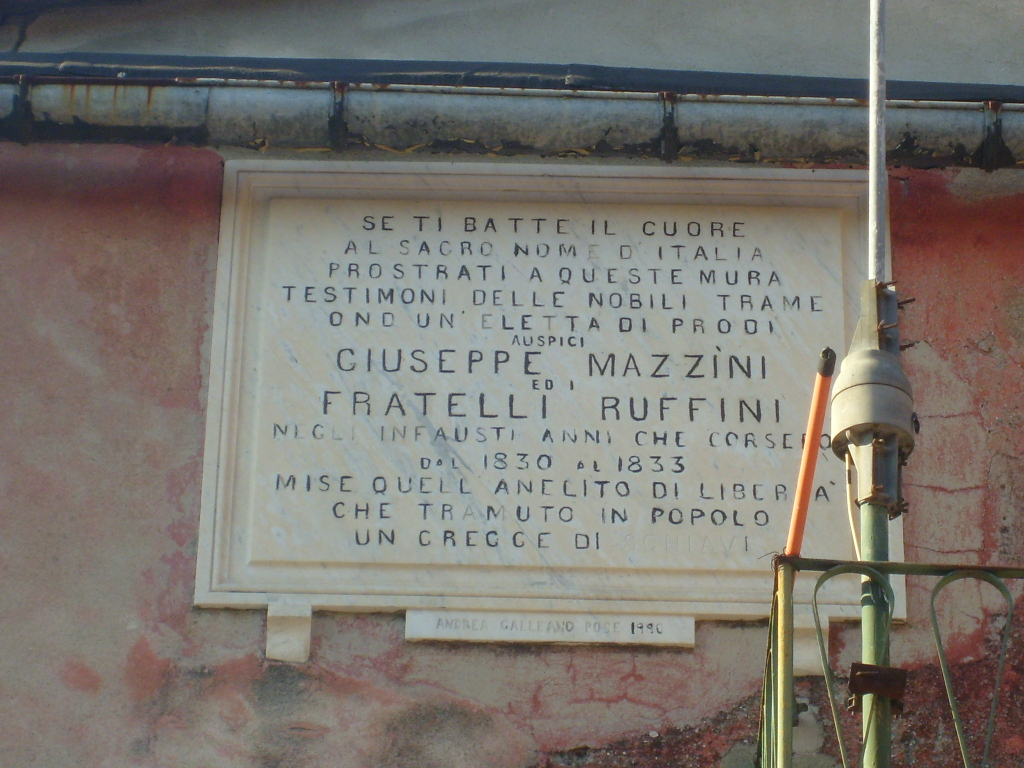
Targa commemorativa posta a villa Galleano in via Pomata

- Ponte romano di Pomà.

### Aree naturali
La zona di San Desiderio è ricca di zone boschive . L'area collinare attorno al centro abitato è tracciata da sentieri che formano un suggestivo percorso di trekking. Nell'area di Pomà è presente una grotta conosciuta come "la grotta dell'eremita": la leggenda narra che fosse il luogo di preghiera di san Desiderio di Langres, il santo che dà il nome alla zona, che amava far visita all'eremita. Molto pittoresco è il laghetto dei pesci rossi, un laghetto naturale situato nei pressi della sorgente del torrente Pomà.

## Geografia antropica

### Pomà
La borgata di Pomà sorge nell'antica Valle Ursaria, alle pendici del monte Fasce. Pomà, data anche la sua posizione notevolmente sopraelevata rispetto al resto del paese, assume le caratteristiche del tipico borgo montano ligure. La zona è rimasta quasi totalmente spopolata, ma ospita ancora la chiesa di Sant'Alberto (XVII secolo) e l'antica osteria di Pomà, recentemente restaurata. La borgata è molto frequentata dagli appassionati di trekking, data la sua felice posizione di snodo di antichi sentieri montani che consentono di raggiungere San Desiderio, Bavari e Apparizione.

### Premanico

foto d'epoca con vista del panorama

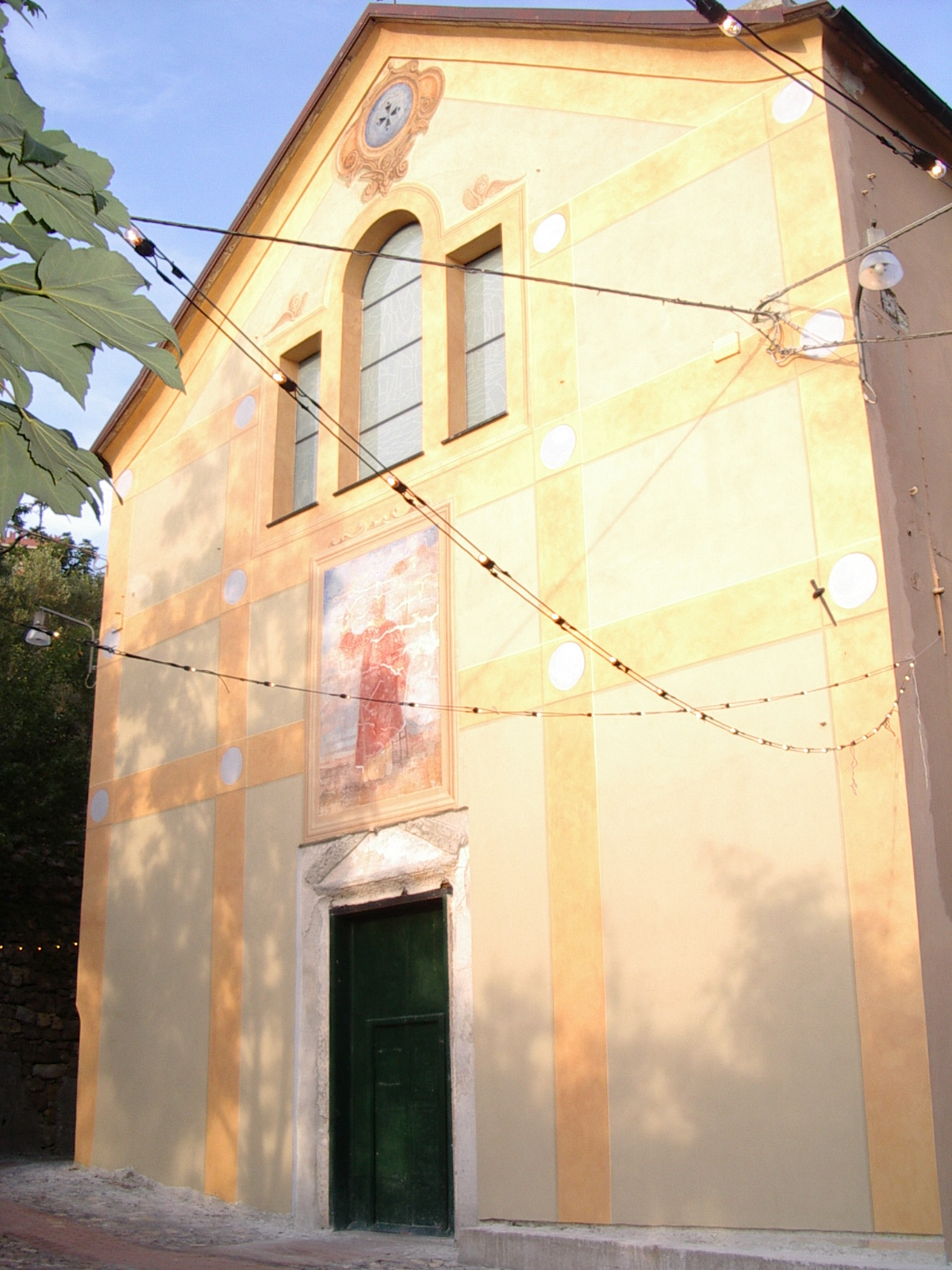
La chiesa di San Lorenzo nel rione di Premanico

Premanico (Premanegu in lingua ligure) è una borgata di San Desiderio di 78 abitanti, distante circa 12 km dal centro di Genova e situata a 210 m sul livello del mare. Gli abitanti di Premanico sono detti premanigotti. La borgata ospita una parrocchia autonoma da quella di San Desiderio appartenente all'arcidiocesi di Genova che ha sede nella chiesa di San Lorenzo di Premanico. La festa patronale di sant'Anna ha luogo verso la fine del mese di Luglio. Premanico ospita una vecchia cava (detta la cava di Premanico) dove si estraeva argilla rossa utilizzata nella fabbrica di laterizi Plinthos ormai in disuso.

## Infrastrutture e trasporti

### Mobilità urbana
Il quartiere è servito dalle linee 86, 86/, 88, 88/ e 686 di AMT Genova e da un servizio integrativo (SI 16) che consente di raggiungere Premanico.

## Sport
Il quartiere è conosciuto a livello provinciale grazie alla presenza di impianti sportivi adibiti al gioco del calcio (a 7, a 9 e a 11) e del tennis. La locale squadra di calcio a 11 è il GSD San Desiderio che milita in Promozione.